# Antioquiawinterkoning
De Antioquiawinterkoning (Thryophilus sernai) is een zangvogel uit de familie Troglodytidae (winterkoningen).

## Verspreiding en leefgebied
Deze soort is endemisch in noordwestelijk Colombia.